# Dynamite (album de Jamiroquai)
Pour les articles homonymes, voir Dynamite (homonymie).
Albums de Jamiroquai
Late Night Tales
(2003) High Times: Singles 1992–2006
(2006)
Albums studio de Jamiroquai
A Funk Odyssey
(2001) Rock Dust Light Star
(2010)
Singles
1. Feels Just Like It Should
Sortie : 6 juin 2005
2. Seven Days in Sunny June
Sortie : 15 août 2005
3. (Don't) Give Hate a Chance
Sortie : 7 novembre 2005

Dynamite est le sixième album de Jamiroquai. Il est sorti le 15 juin 2005 au Japon, le 20 juin 2005 en Europe et le 20 septembre 2005 aux États-Unis.
Après un énorme succès et quatre ans d'absence le groupe Jamiroquai sort un album oscillant principalement entre la pop, le smooth jazz et le funk, cependant cet album reste un semi-échec auprès des fans vis-à-vis des albums précédents malgré de bonnes chansons comme Feels Just Like It Should, Seven Days in Sunny June ou (Don't) Give Hate a Chance[réf. nécessaire].

## Accueil
L'album atteint la troisième place au Royaume-Uni, devenant le premier album de Jamiroquai à se classer en dehors des deux premières places du classement britannique. Le magazine Uncut donne à l'album 3 étoiles sur 5, affirmant que « Jay Kay revient avec une nouvelle explosion de soul élégante ». Dans le magazine américain Vibe il est écrit que « les cow-boys de l'espace reviennent en force, toujours aussi funky ».

## Liste des titres
| 1.    | Feels Just Like It Should                     | 4:34 |
| 2.    | Dynamite                                      | 4:57 |
| 3.    | Seven Days in Sunny June                      | 3:59 |
| 4.    | Electric Mistress                             | 3:56 |
| 5.    | Star Child                                    | 5:13 |
| 6.    | Love Blind                                    | 3:35 |
| 7.    | Talullah                                      | 6:04 |
| 8.    | (Don't) Give Hate a Chance                    | 5:02 |
| 9.    | World That He Wants                           | 3:14 |
| 10.   | Black Devil Car                               | 4:45 |
| 11.   | Hot Tequila Brown                             | 4:40 |
| 12.   | Time Won't Wait (bonus Japon/USA/Royaume-Uni) | 5:01 |
| 54:59 |                                               |      |

| 13. | Feels So Good (Knee Deep Remix Edit) | 3:42 |